# Jorge Yáñez
Jorge Rolando Yáñez Reyes (Santiago; 10 de febrero de 1937) es un actor, escritor y folclorista chileno.

## Biografía

### Infancia y estudios
Hijo de Atiliano Yáñez y Claudina Reyes, tercero de 5 hermanos, creció en el barrio de San Pablo, en Santiago. Ingresó a estudiar teatro en la Universidad Católica de Chile en 1966.

### Carrera

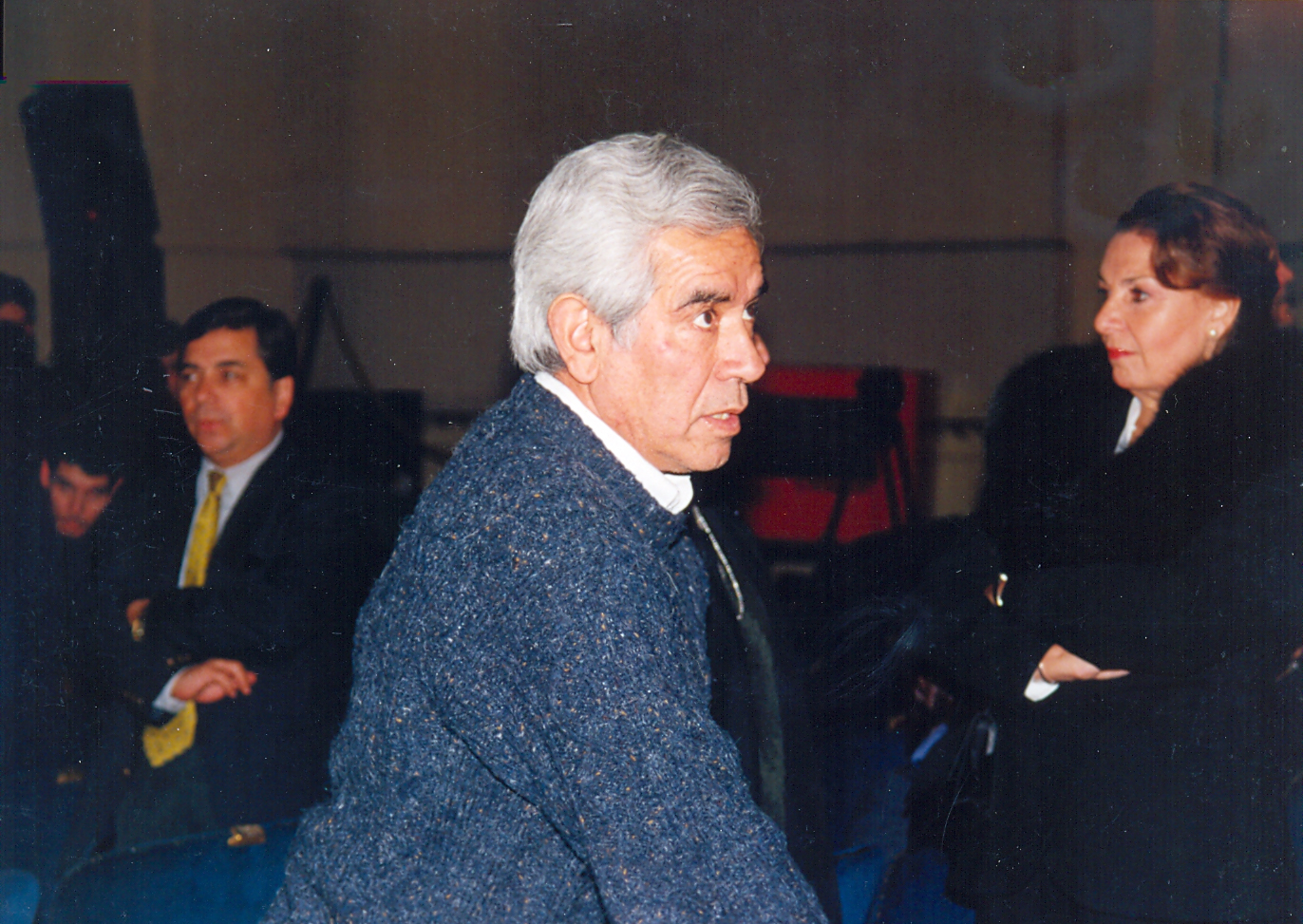
Yáñez en el Festival Internacional de Cine de Viña del Mar (c. 2000).

Participó en diversas telenovelas de canal 13, como El teleteatro del cuento Calaf, El litre 4916, Los títeres, Ángel malo, La última cruz y Los 80, entre otras. también actuó en diversas películas como El Chacal de Nahueltoro (1968), Caliche Sangriento (1969) y Julio comienza en Julio (1978).
Simultáneamente a su carrera de actor, comenzó en la segunda parte de la década de 1960 a participar en proyectos musicales. Participó en los grupos Los de la Trilla y luego Los Moros. En 1977, ya como solista, graba la composición que le da trascendencia definitiva a su carrera musical: el vals chilote «El gorro de lana». Yáñez se atribuye la autoría, que en ciertos momentos ha sido disputada por el cantor y poeta chilote Félix Cárdenas.
Su carrera, aún vigente hasta ahora, continúa con esporádicas presentaciones dentro y fuera de Chile, siendo homenajeado por sus cincuenta años de carrera artística, cumplida en septiembre de 2012. En 2017 fue galardonado con el Premio a la Música Nacional Presidente de la República en la categoría «Música folclórica».

## Discografía
- Los de la trilla (1969-Polydor)

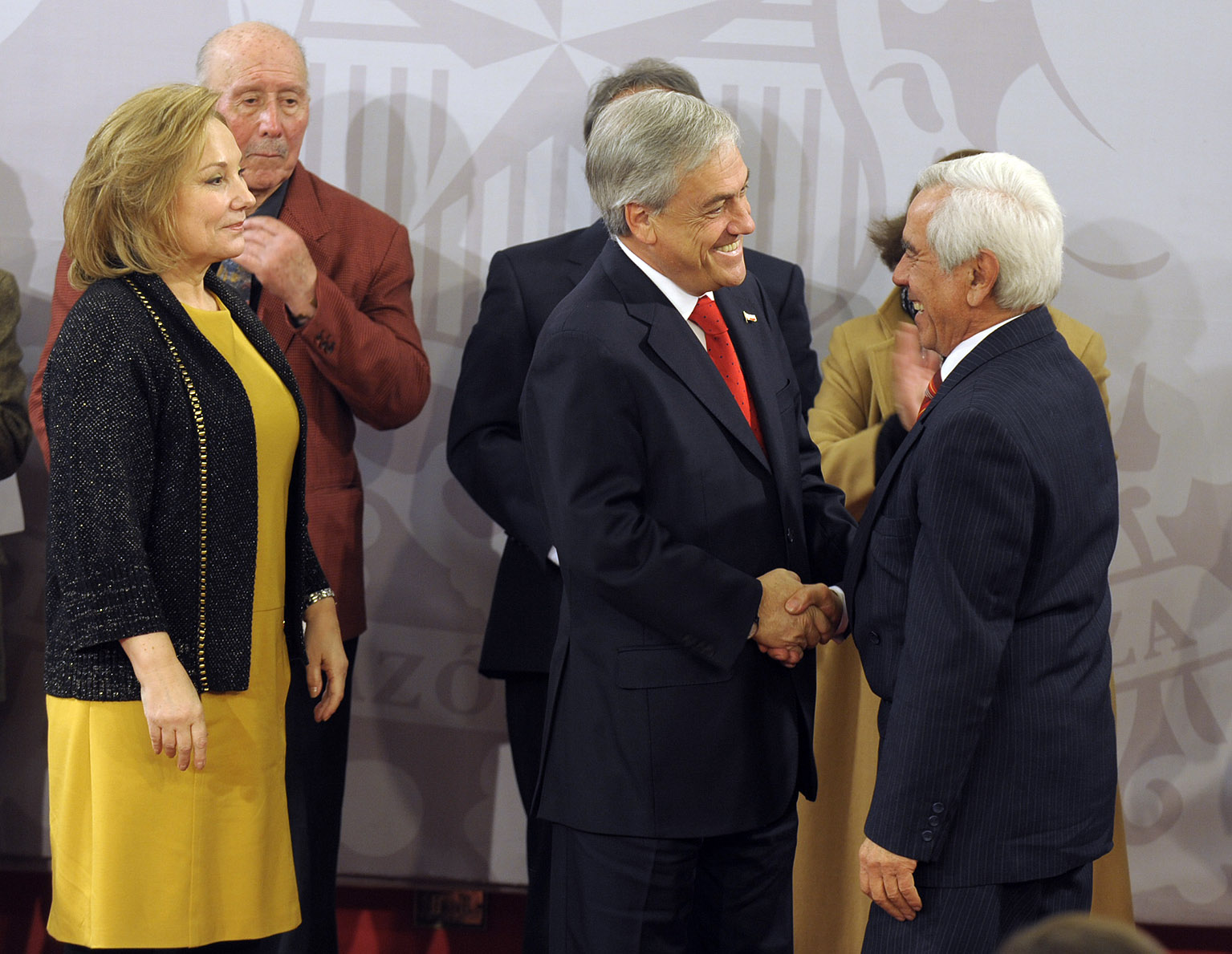
Yáñez (derecha) recibe de parte del presidente Sebastián Piñera y su esposa Cecilia Morel, una pensión de gracia «por su esfuerzo por ayudar a construir la cultura popular chilena».

- Los Moros y Jorge Yáñez (1971 - Phillips)
- Los Moros con Jorge Yáñez (1971 - Phillips)
- Los Moros y Jorge Yáñez. vol. II (1972 - Alba)
- Y que jue...! (1977 - Indep)
- Viva Chile y su folclore. Vol. 3 (1998 - EMI Odeon)
- Antología (2000 - EMI Odeon)
- Poetas populares de Chile y Perú (2000 - Fondart)
- Nostalgias de Chile (2003 - EMI Odeon)
- Las 100 mejores canciones chilenas de todos los tiempos (2004 - EMI Odeon)
- Los 4 de la rosa (2004 - Edición independiente)
- Nuestro canto (2004 - Edición independiente)
- Yo quiero bailar contigo (2012 - EMI Odeon)

## Filmografía

### Cine
| Cine | Cine                    | Cine               | Cine |
| Año  | Película                | Rol                |      |
| ---- | ----------------------- | ------------------ | ---- |
| 1969 | El Chacal de Nahueltoro |                    |      |
| 1969 | Caliche sangriento      |                    |      |
| 1970 | ¡Qué hacer!             | Padre Eduardo      |      |
| 1972 | Operación Alfa          |                    |      |
| 2002 | Los tripulantes         |                    |      |
| 2008 | A un metro de ti        | César              |      |
| 2012 | Caleuche                | Anciano Misterioso |      |

### Teleseries
| Serie | Serie                    | Serie                             | Serie    |
| Año   | Teleserie                | Rol                               | Canal    |
| ----- | ------------------------ | --------------------------------- | -------- |
| 1965  | El litre 4916            | Segundo                           | Canal 13 |
| 1969  | La chica del bastón      | Marcos Lizárraga                  | Canal 13 |
| 1970  | El padre Gallo           | Juan Francisco                    | TVN      |
| 1971  | La amortajada            | Roberto Contreras                 | TVN      |
| 1971  | La pendiente             | Vagabundo                         | Canal 13 |
| 1972  | La sal del desierto      | Jorge Riquelme                    | TVN      |
| 1975  | J.J. Juez                | Cristóbal                         | Canal 13 |
| 1977  | Padre Gallo              | Juan Francisco                    | Canal 13 |
| 1982  | Bienvenido Hermano Andes | Valentín Moreno                   | Canal 13 |
| 1983  | La noche del cobarde     | El Rubio                          | Canal 13 |
| 1984  | Los títeres              | Tuco Leyton                       | Canal 13 |
| 1985  | La trampa                | Emeterio "Don M"                  | Canal 13 |
| 1986  | Ángel malo               | Agustín                           | Canal 13 |
| 1987  | La última cruz           | Dr. Pedro José Manso              | Canal 13 |
| 1990  | ¿Te conté?               | Don Toto                          | Canal 13 |
| 1994  | Top secret               | Antonio Román                     | Canal 13 |
| 1997  | Playa salvaje            | Arturo Fernández "El Loco Arturo" | Canal 13 |
| 1998  | Marparaíso               | Walter Mancilla                   | Canal 13 |
| 1999  | Cerro alegre             | Padre Camilo                      | Canal 13 |
| 2001  | Corazón pirata           | Waldo Cáceres                     |          |
| 2005  | EsCool                   | Osvaldo Castro                    | Mega     |
| 2007  | Papi Ricky               | Segundo Marcos                    | Canal 13 |
| 2014  | El amor lo manejo yo     | Hugo Bonifatti                    | TVN      |

### Series o unitarios
| Serie     | Serie                        | Serie                    | Serie    |
| Año       | Serie                        | Rol                      | Canal    |
| --------- | ---------------------------- | ------------------------ | -------- |
| 1975      | Manuel Rodríguez             | Manuel Rodríguez Erdoíza | TVN      |
| 1976      | La jaula en el árbol         |                          | TVN      |
| 1977      | Fuerte Bulnes                |                          | TVN      |
| 1977      | La familia de Marta Mardones | Antonio                  | Canal 13 |
| 2004      | JPT: Justicia Para Todos     | Eulogio Pérez            | TVN      |
| 2005-2006 | El día menos pensado         |                          | TVN      |
| 2007      | Casado con hijos             | Pedro                    | Mega     |
| 2008      | Los 80                       | Ramiro López             | Canal 13 |

### Programas de televisión
- Teatro en Chilevisión (2009)